# Cimetière de Saint-Claude
Le cimetière de Saint-Claude est l'un des six cimetières de Besançon, situé dans le quartier de Saint-Claude au nord-est de la ville. Il est le plus grand cimetière de la ville après celui des Chaprais, et comprend une partie pour les musulmans ainsi que pour les soldats morts aux combats durant les deux guerres mondiales.

## Histoire
Le cimetière a accueilli durant la Première et la Seconde Guerre mondiale les dépouilles des soldats morts aux combats, et notamment celles de soldats musulmans coloniaux. Un crématorium est situé à proximité ainsi qu'un espace pour les urnes recueillant les cendres des défunts. En 1990 une extension du cimetière cinéraire a été votée par le conseil municipal de Besançon. Deux grandes statues ornent le cimetière : l'une représentant un soldat debout à côté d'une croix où il est marqué en dessous : « À nos glorieux morts - souvenir de la gerbe du soldat », et sur une pancarte connexe on peut lire « Aux veuves et orphelins victimes de guerre ». L'autre statue représente le Christ crucifié. Le cimetière de Saint-Claude comprend également un espace réservé aux musulmans civils, le seul de la ville.

## Le monument aux morts
Le monument est commandé en 1921 et est inauguré le 11 novembre 1922. Exécuté en marbre par Albert Pasches, il représente un poilu en uniforme redressant la croix d'une sépulture. Sur le monument, les inscriptions « A nos glorieux morts - Souvenir de la gerbe du soldat », « Pour nos héros une prière une fleur de souvenir » et « Aux veuves et orphelins victimes de guerre ». Le monument est inscrit au titre des monuments historiques par arrêté du 19 décembre 2022.

## Personnalités enterrées
- André Brenot, résistant ;
- Adrien Ferrandon, résistant ;
- Louis Fontaine, résistant ;
- Antoine Kneisky, résistant ;
- Julien Prétot, résistant ;
- Jean-Pierre Sartin, Compagnon de la Libération.

## Galerie

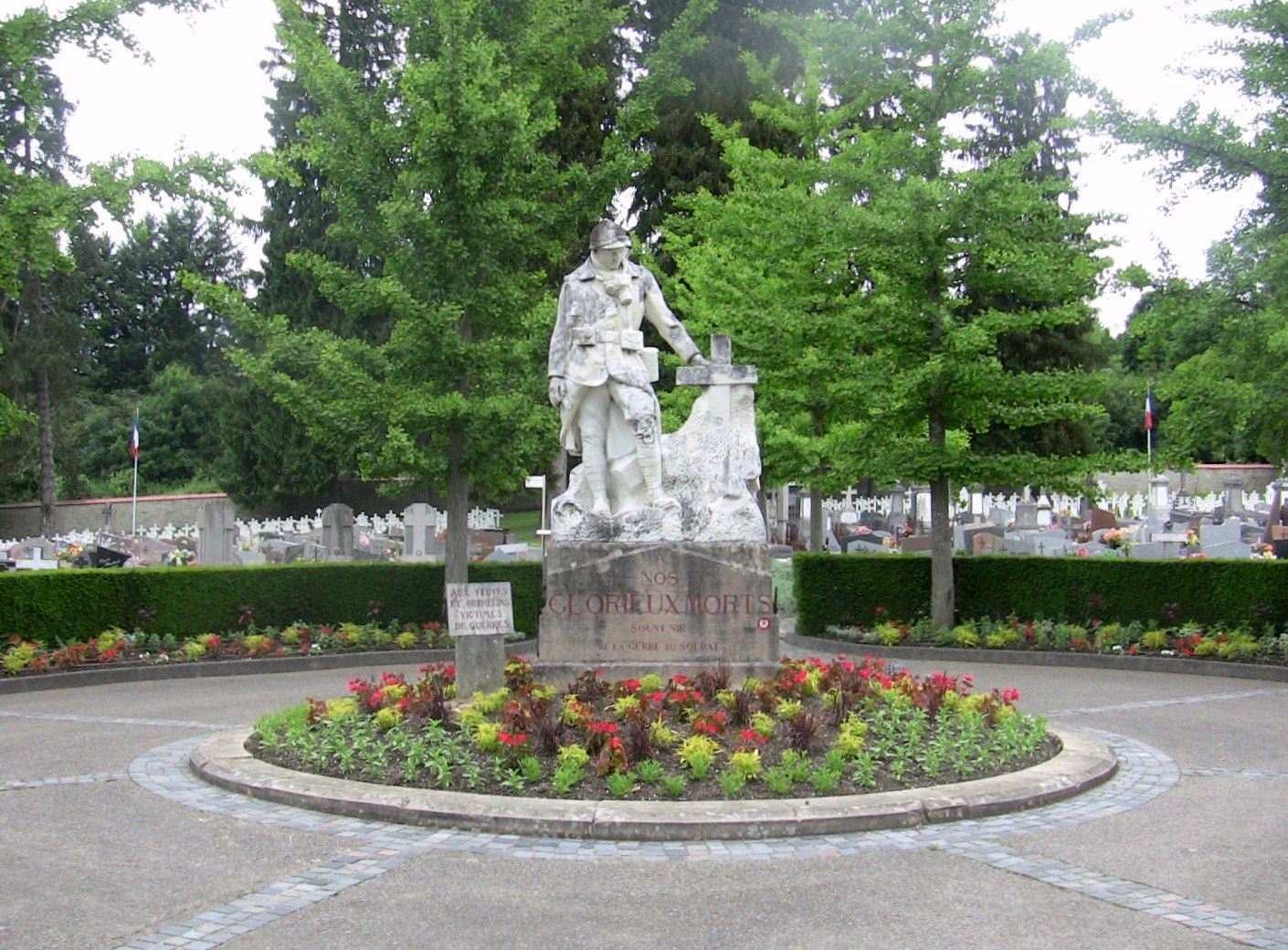
Statue commémorative des Héros.
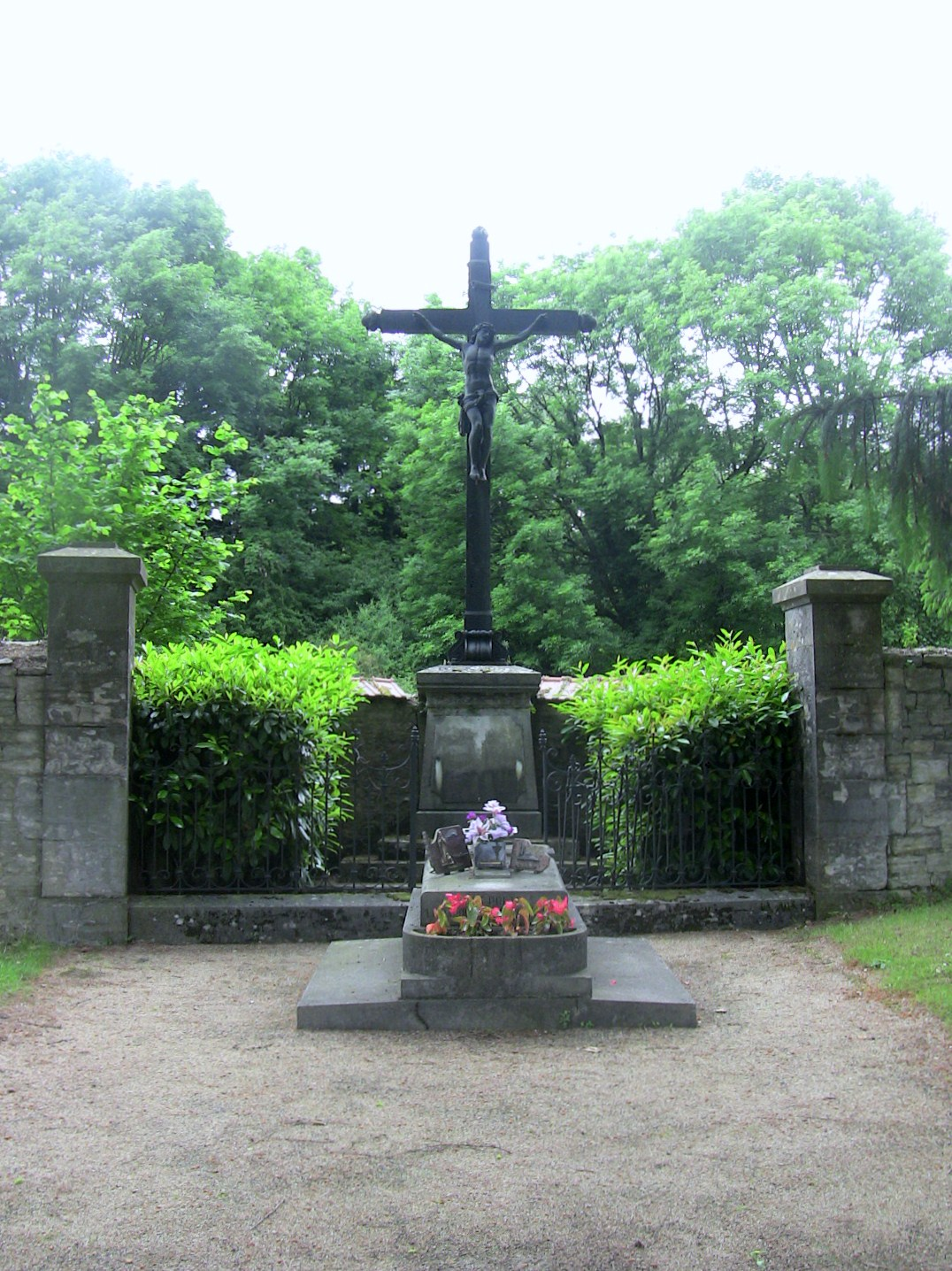
Le Christ crucifié.
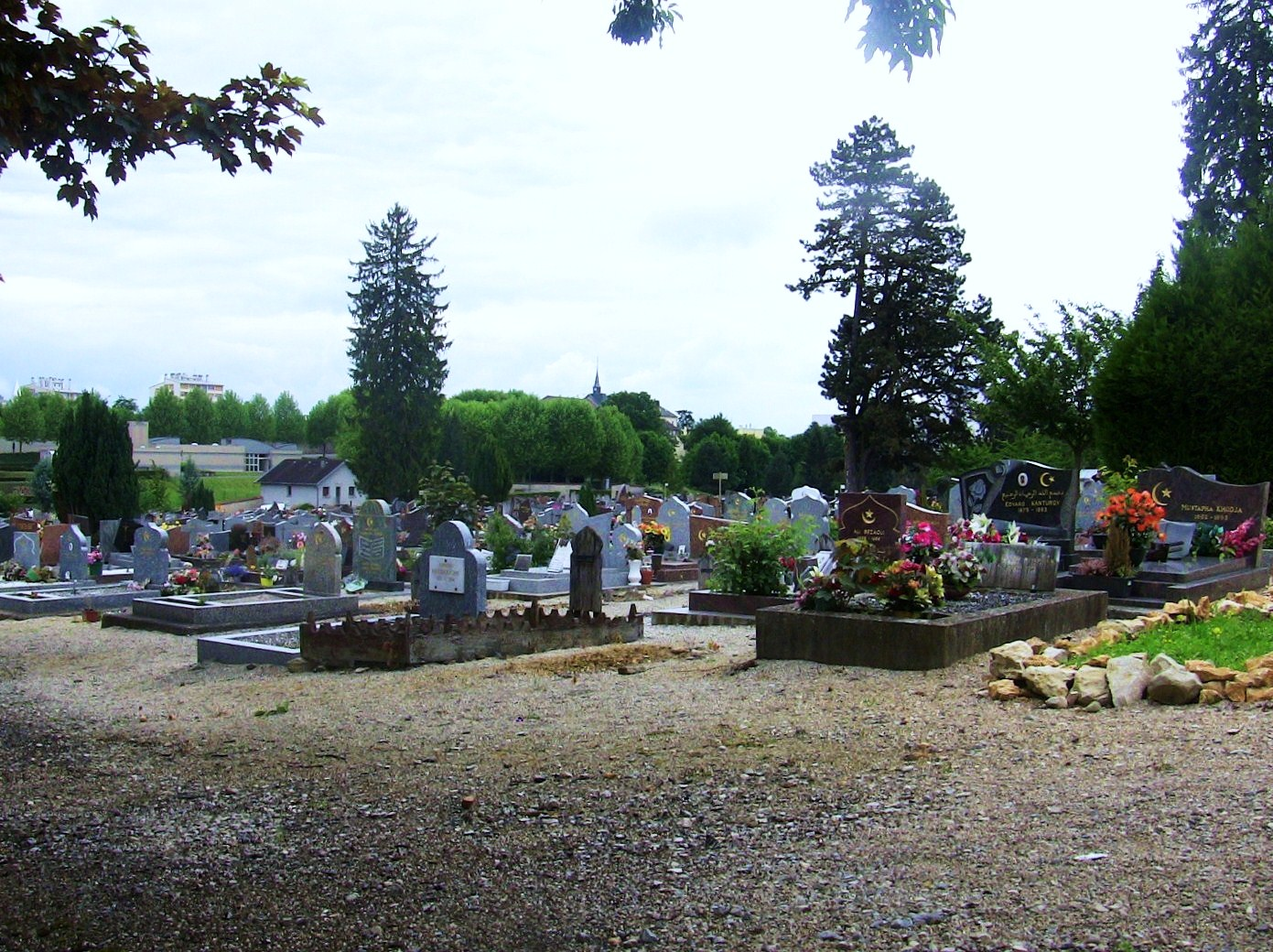
Espace musulman du cimetière.
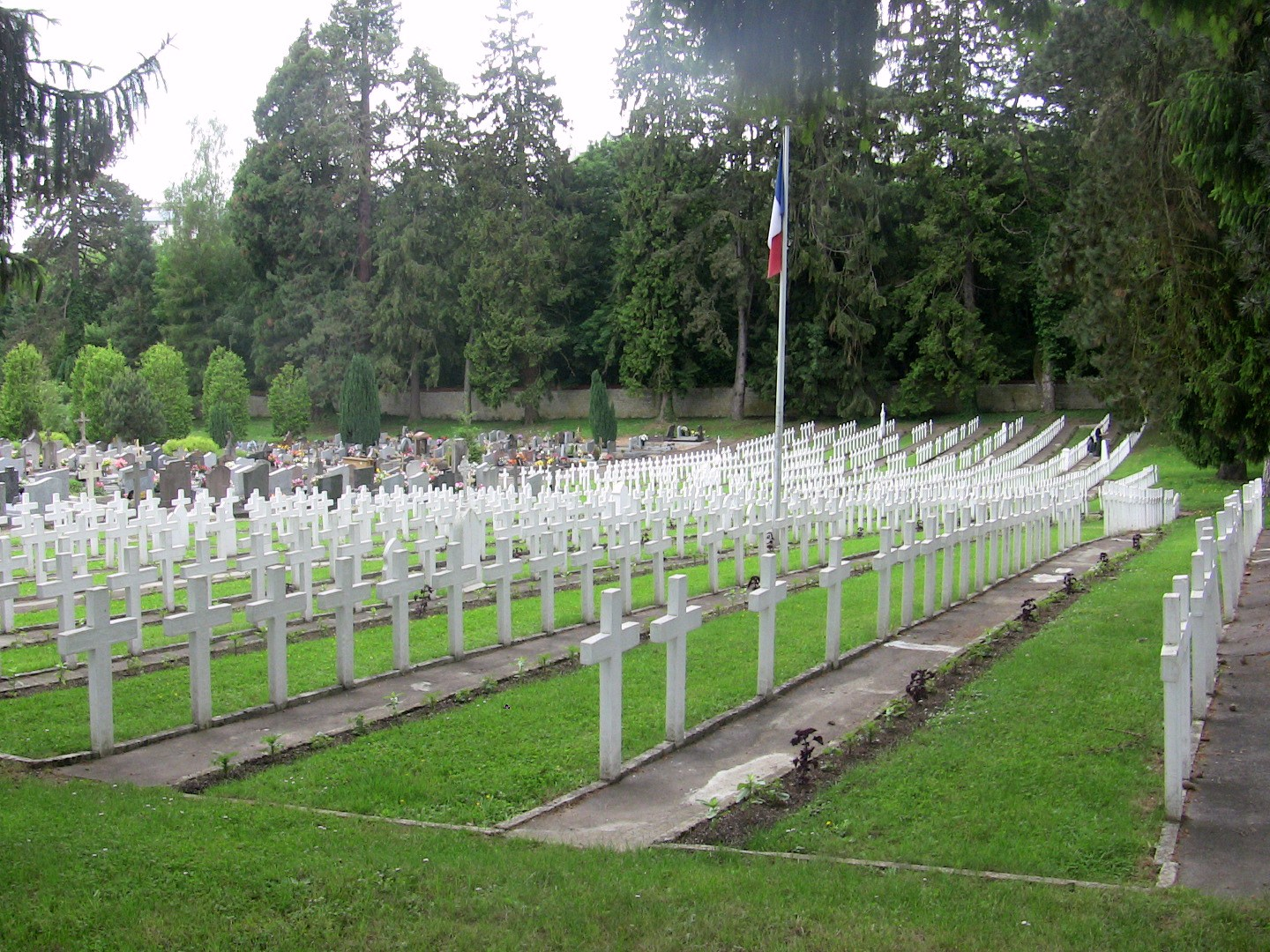
Carré militaire.